# Entretien des textiles
L'entretien des textiles ou entretien du linge, aussi appelé lessive, comprend le lavage et d'autres tâches. Les processus de lavage sont souvent effectués dans une pièce réservée à cet effet ; dans un espace public on a parlé de buerie, de laverie ou de lavoir. Dans une maison individuelle, on parle de buanderie (en anglais la laundry room ou l’utility room). Un immeuble d'habitation ou une résidence étudiante peut avoir une buanderie commune telle, une tvättstuga (en). Une entreprise autonome est appelée laverie automatique (Self-service laundry, laundrette en anglais britannique ou laundromat en anglais américain). Le matériel qui est lavé ou a été lavé, est également généralement appelé « lessive » (en anglais le matériel qui est lavé - washed ou laundered est appelé laundry).

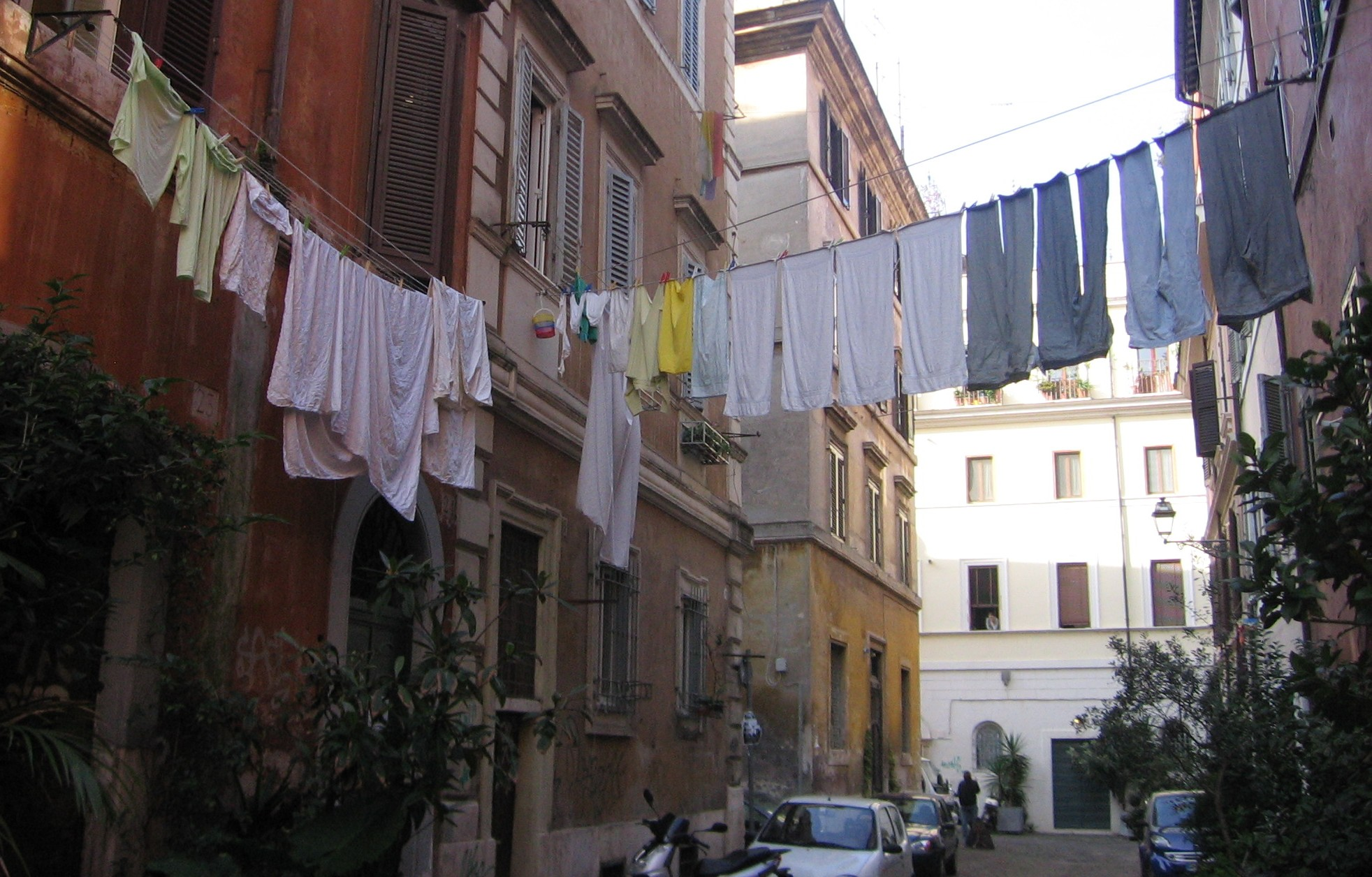
La lessive est suspendue pour sécher au-dessus d'une rue italienne.
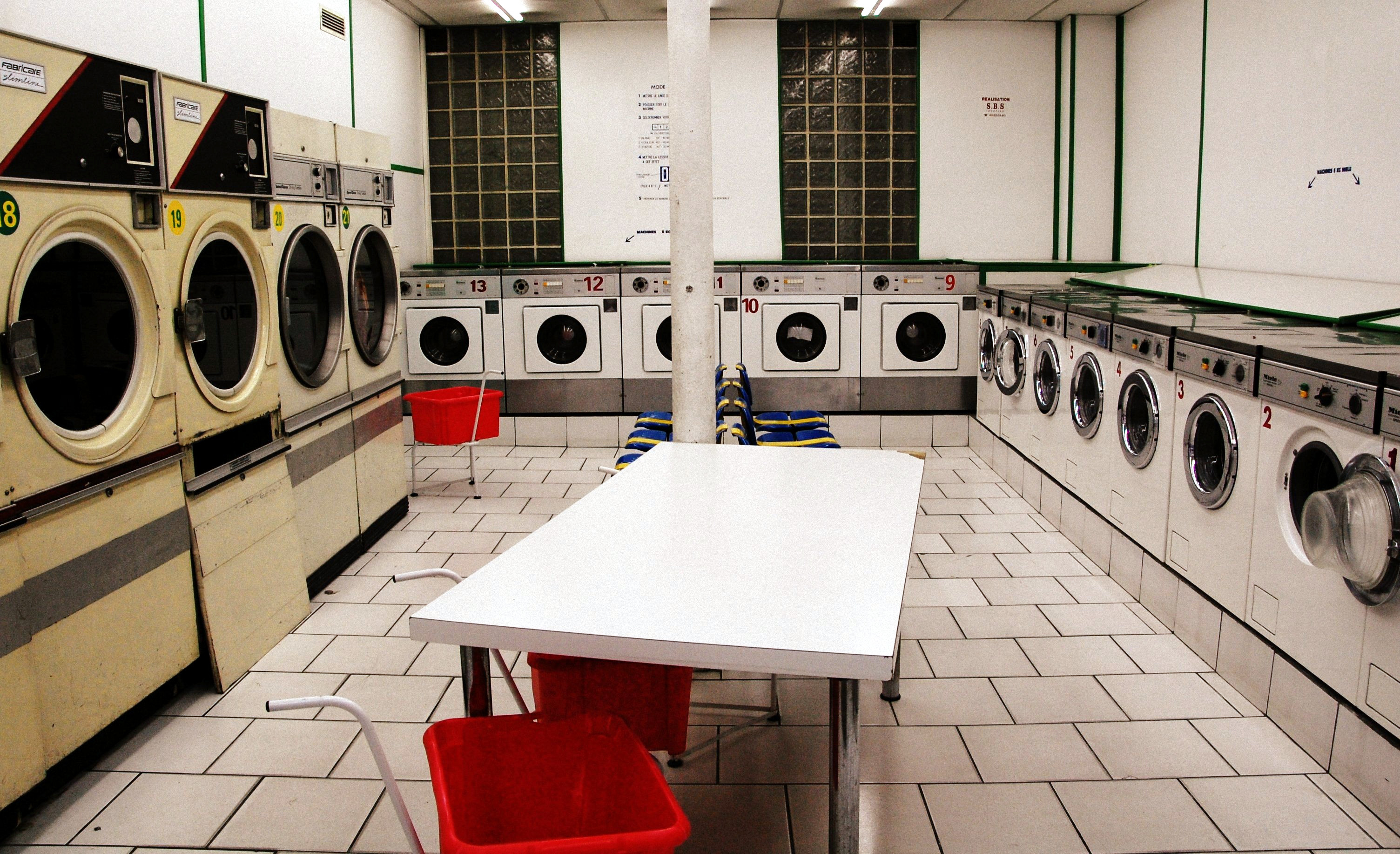
Une laverie libre-service à Paris.
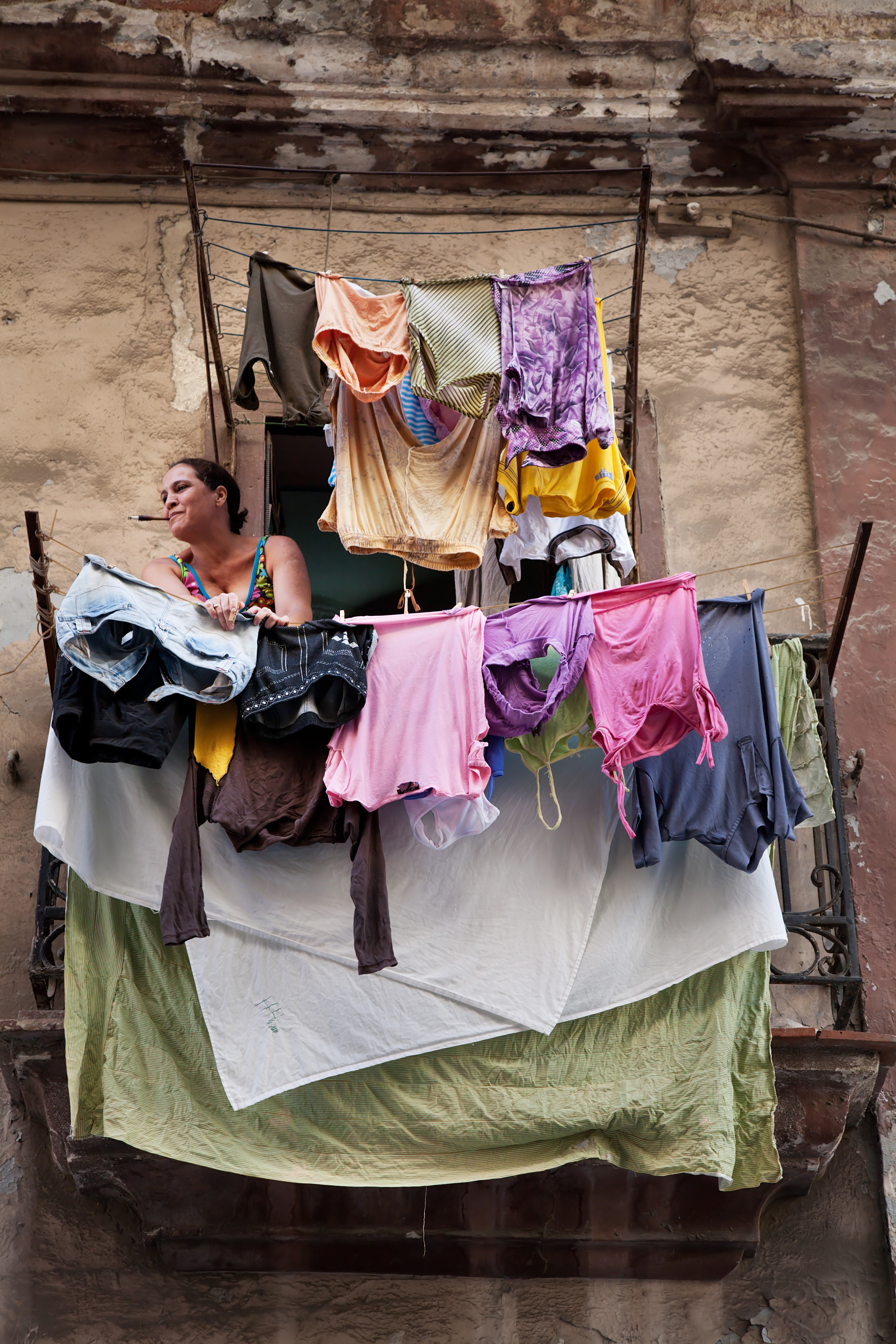
Une femme prenant soin du linge qui sèche à La Havane. Janvier 2011.

La lessive fait partie de l'histoire depuis que les humains portent des vêtements et dès lors les méthodes par lesquelles différentes cultures ont traité ce besoin humain universel intéressent plusieurs branches de la recherche. Le travail de blanchisserie a traditionnellement été fortement genré, la responsabilité de la lessive dans la plupart des cultures incombant aux femmes (connues comme des blanchisseuses ou lavandières). La révolution industrielle a progressivement conduit à des solutions mécanisées pour la blanchisserie, notamment la machine à laver et plus tard le sèche-linge. La lessive, comme la cuisine et les soins aux enfants, est faite à la maison et d'autre part par des établissements commerciaux à l'extérieur de la maison.

## Histoire

### Rome antique
Les ouvriers qui nettoyaient le tissu étaient appelés fullones, fullo singulier (à l'origine des termes Foulage, un procédé de fabrication de la laine, et en anglais la terre de Fuller, utilisée pour nettoyer). Les vêtements étaient traités dans de petites baignoires placées dans des niches entourées de murs bas, connues sous le nom de stalles de foulage. La cuve était remplie d'eau et d'un mélange de produits chimiques alcalins (y compris parfois de l'urine). Le plus gros se tenait dans la baignoire et piétinait le tissu, une technique connue ailleurs comme le posting (en). Le but de ce traitement était d'appliquer les agents chimiques sur le tissu afin de d'en activer, la propriété de résorption des graisses. Ces stalles sont si typiques de ces ateliers qu'elles servent à identifier les fullonicae dans les vestiges archéologiques.

### Buée

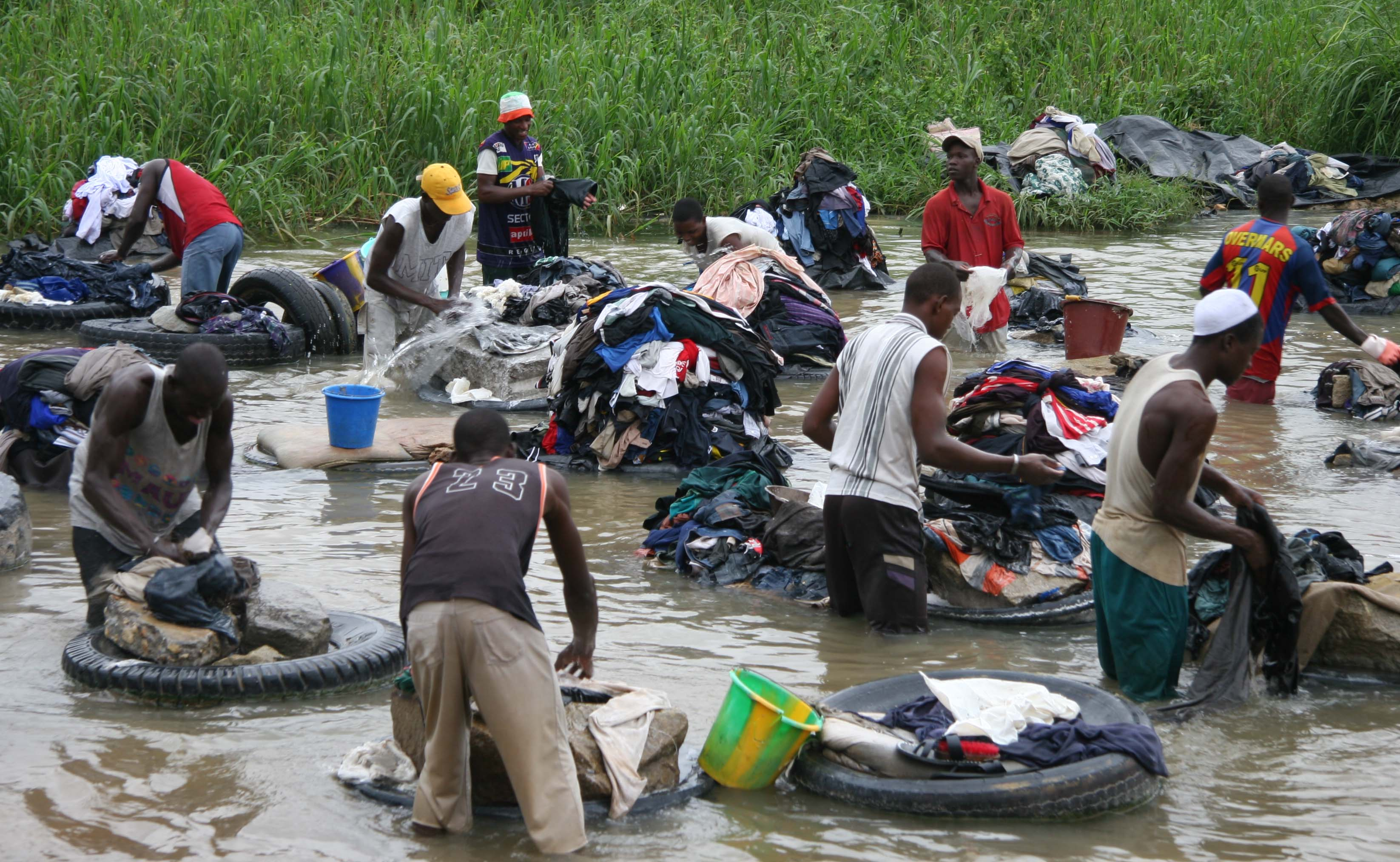
Buanderie contemporaine dans la rivière à Abidjan (Côte d’Ivoire).

La lessive a d'abord été faite dans l'eau courante, laissant l'eau emporter les matériaux qui pourraient causer taches et odeurs, ce que l'on appelle « buée » en France. La lessive se fait encore de cette façon dans les régions rurales des pays pauvres. L'agitation (en) aide à enlever la saleté, de sorte que le linge a été frotté, tordu ou frappé contre des pierres plates. Un nom pour cette surface est en anglais beetling-stone (une pierre de battage) une technique dans la production de linge ; un nom pour un substitut de bois est un battling-block. La saleté a été battue avec un outil en bois connu comme un battoir à linge (en anglais, washing paddle, battling stick, bat, beetle ou club). Les surfaces de récurage en bois ou en pierre installées à proximité d'une source d'eau ont été progressivement remplacées par des planches de frottement portatives, y compris du verre ondulé fabriqué en usine ou des planches à laver en métal.
Une fois propres, les vêtements étaient rincés puis essorés - tordus pour enlever la plus grande partie de l'eau. Ensuite, ils étaient suspendus sur des poteaux ou des cordes à linge pour sécher à l'air libre, ou parfois simplement étendus sur l'herbe propre, des buissons ou des arbres. Finalement, ils étaient repassés.
Buée signifie la lessive et jusqu'au début du XXe siècle, faire la lessive pouvait se dire « faire la buée » ou « faire la bue », termes à l'origine de l'étymologie de buanderie et de buerie.

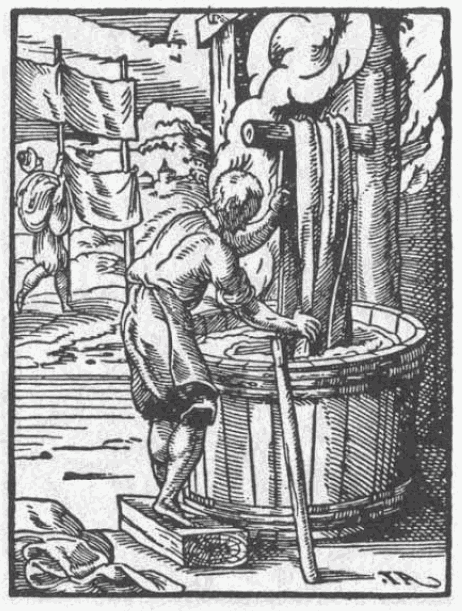
Buandier au travail.
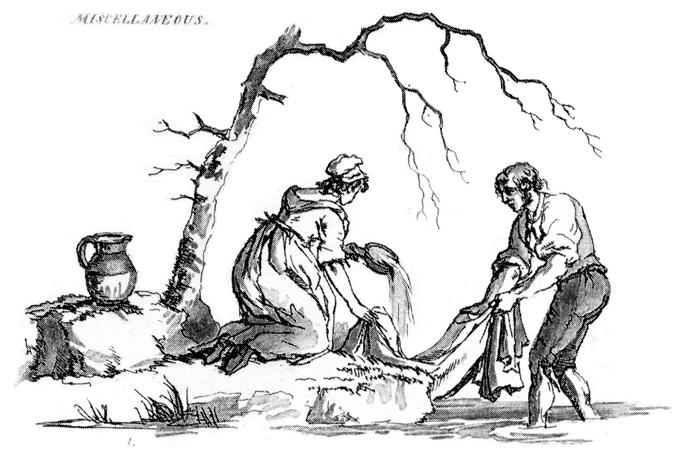
"Man and woman washing linen in a brook", "Homme et femme lavant le linge dans un ruisseau", tiré du Microcosm de William Henry Pyne (1806). Fait inhabituel, ceci est décrit comme une activité mixte.
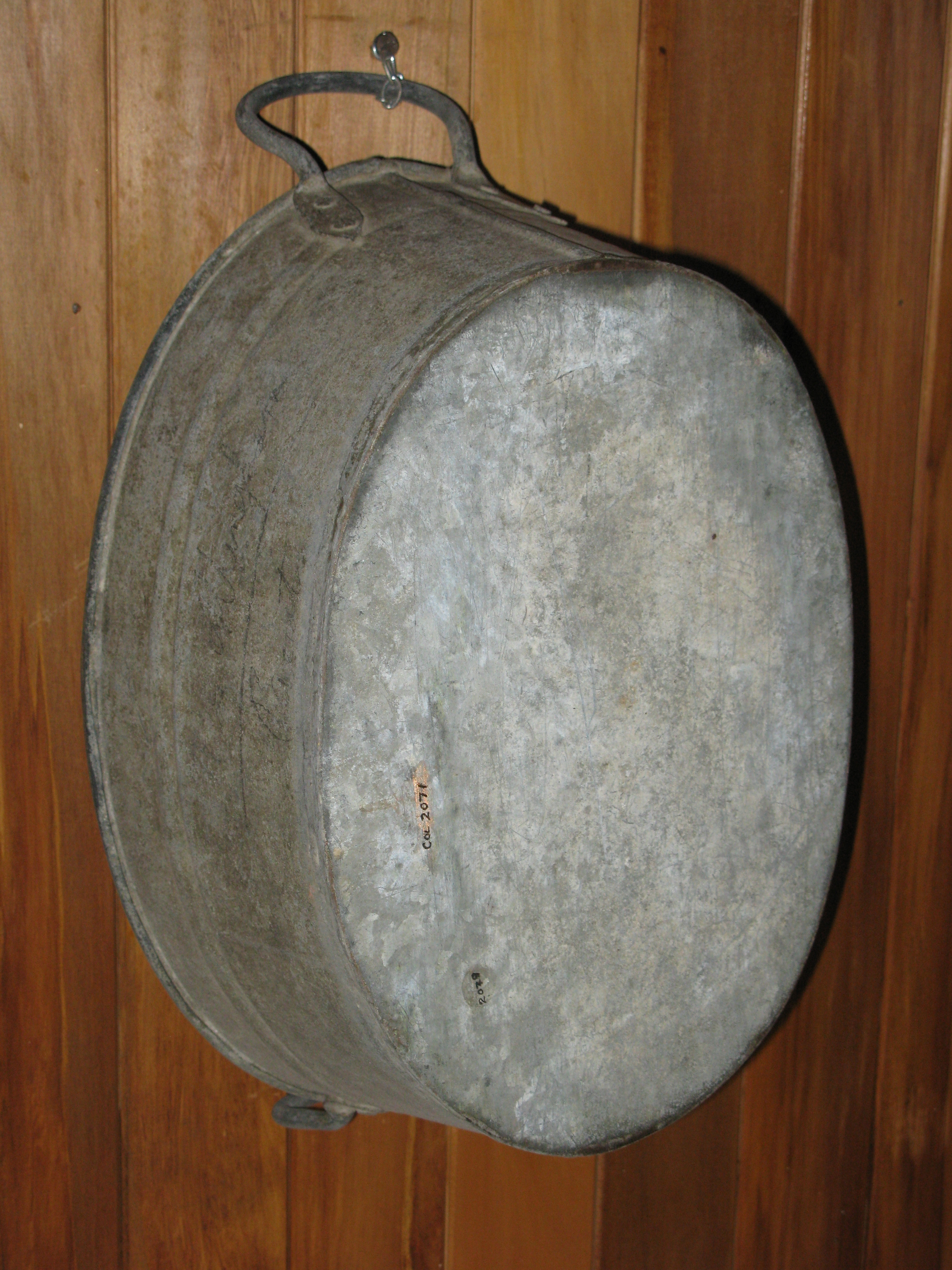
Bassine galvanisée, ovale, avec poignées ; Nouvelle-Zélande, vers 1860. Musée du mémorial de guerre d'Auckland.
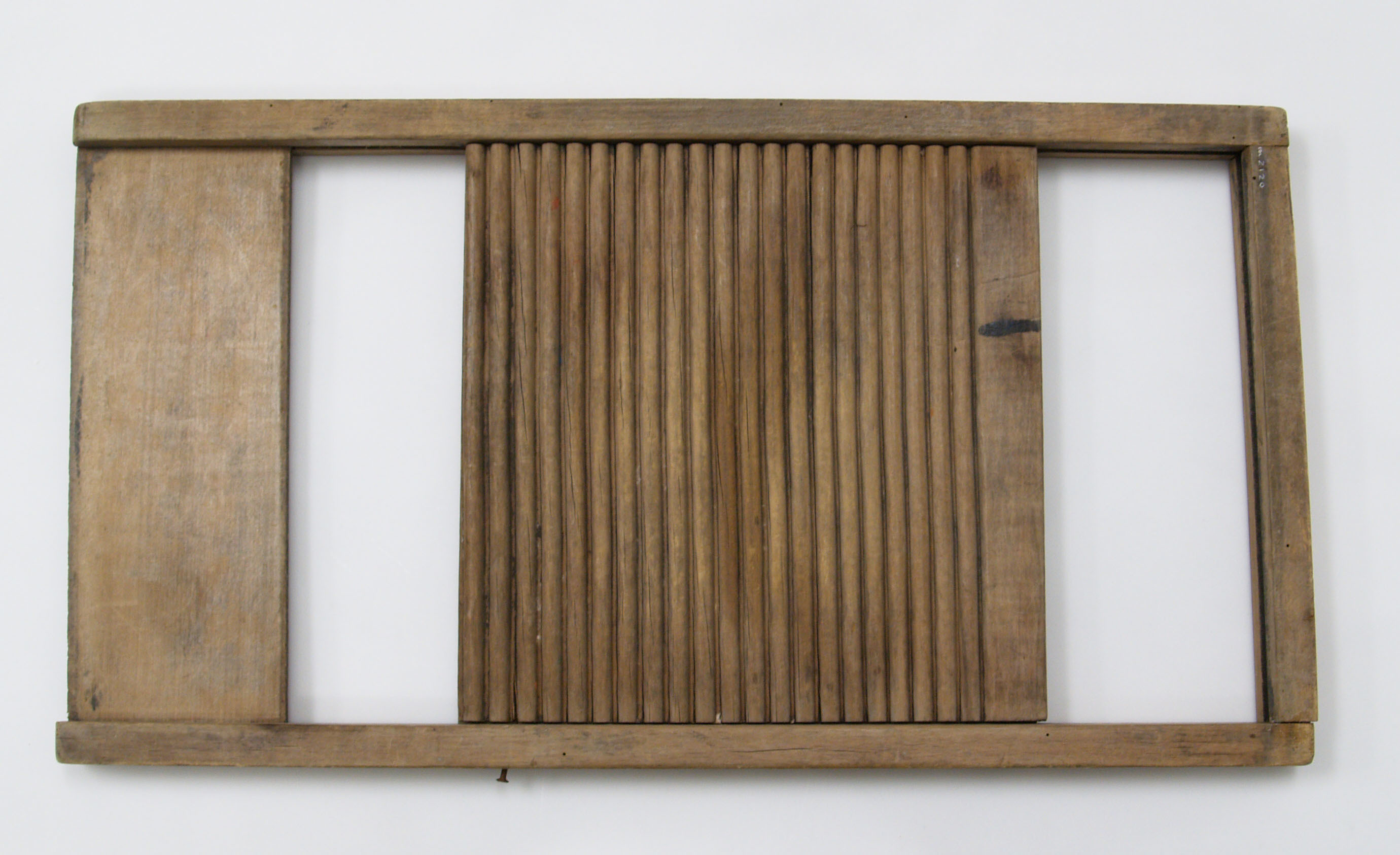
Planche à laver. 1960. Musée du mémorial de guerre d'Auckland.
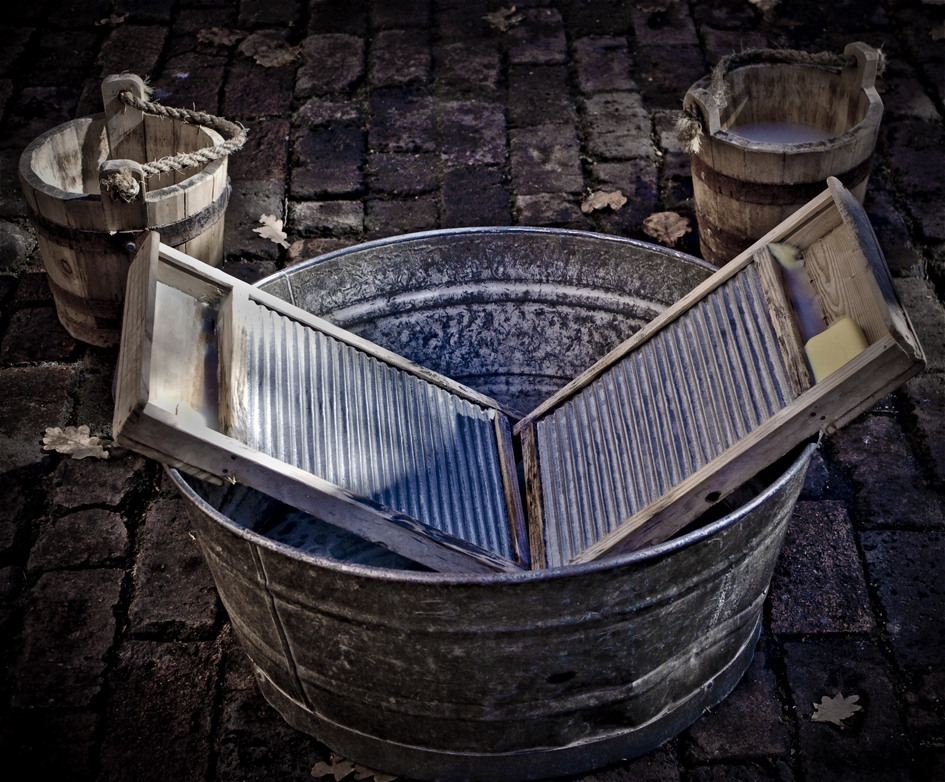
Wash day.

### Lavoirs
Avant l'avènement de la machine à laver, la lessive était souvent faite dans un cadre communal.
Les villages à travers l'Europe qui pouvaient se le permettre construisirent une laverie, parfois connue sous le nom de lavoir. L'eau était canalisée à partir d'un ruisseau ou d'une source et alimentée dans un édifice, peut-être juste un toit sans murs. Ce lavoir contenait généralement deux bassins, l'un pour le lavage et l'autre pour le rinçage, à travers lesquels l'eau coulait constamment, ainsi qu'une pierre inclinée vers l'eau contre laquelle le linge humide pouvait être battu. Ces installations étaient plus confortables et pratiques que de laver dans un cours d'eau. Certains lavoirs avaient des bassins à hauteur de la taille, mais d'autres restaient sur le sol. Les blanchisseurs étaient protégés dans une certaine mesure contre la pluie et leurs déplacements étaient réduits, car les installations étaient généralement à portée de marche dans les villages ou à la périphérie d'une ville. Ces installations étaient publiques et accessibles à toutes les familles, et généralement utilisées par l'ensemble du village. Beaucoup de ces lavoirs de village sont encore debout, des structures historiques sans but moderne évident.
Le travail de blanchisserie était réservé aux femmes, qui lavaient toute la lessive de leur famille. Les lavandières (en anglais washerwomen, laundresses) ont pris le linge des autres, en chargeant à la pièce. En tant que tels, les lavoirs étaient un arrêt obligatoire dans la vie hebdomadaire de nombreuses femmes et devinrent une sorte d'institution ou de lieu de rencontre. C'était un espace réservé aux femmes où elles pouvaient discuter des problèmes ou simplement papoter (voir le concept de la puits du village). En effet, cette tradition se reflète dans l'idiome catalan "fer safareig" (littéralement, « faire la lessive »), qui signifie potins.
Les villes européennes ont également des lavoirs publics. Les autorités de la ville ont voulu donner à la population pauvre, qui autrement n'aurait pas accès aux installations de blanchisserie, l'occasion de laver leurs vêtements. Parfois, ces installations étaient combinées avec des bains publics, voir par exemple des bains et des lavoirs en Grande-Bretagne (en). L'objectif était de favoriser l'hygiène et donc de réduire les épidémies.
Parfois de grands chaudrons métalliques (appelé un wash copper (en), même quand ils n'étaient pas faits en cuivre, copper en anglais), ont été remplis d'eau douce et chauffés au feu, car l'eau chaude ou bouillante est plus efficace que le froid pour enlever la saleté. Un posser (en) pourrait être utilisé pour agiter les vêtements dans une cuve. Un outil connexe appelé un washing dolly est « un bâton de bois ou un maillet avec un groupe de pattes ou de piquets » qui déplace le tissu dans l'eau.

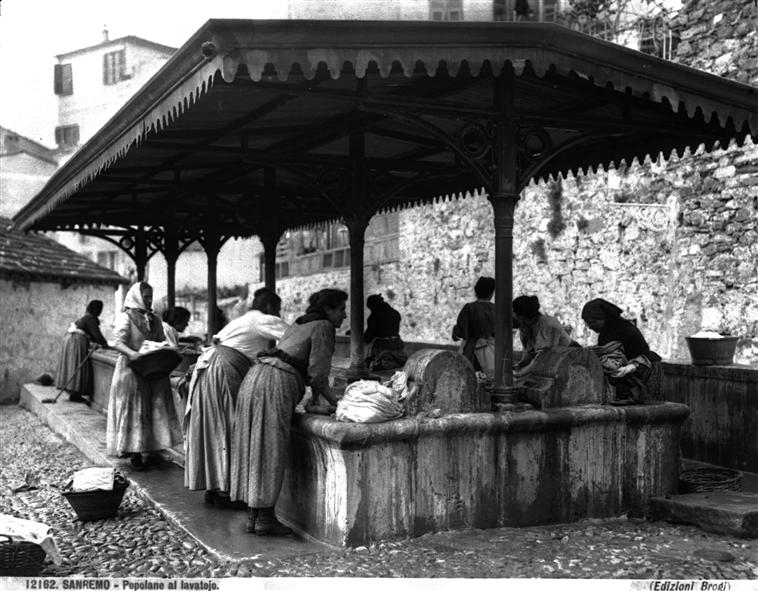
Lavoir à Sanremo, Italie, vers le début du XXe siècle.
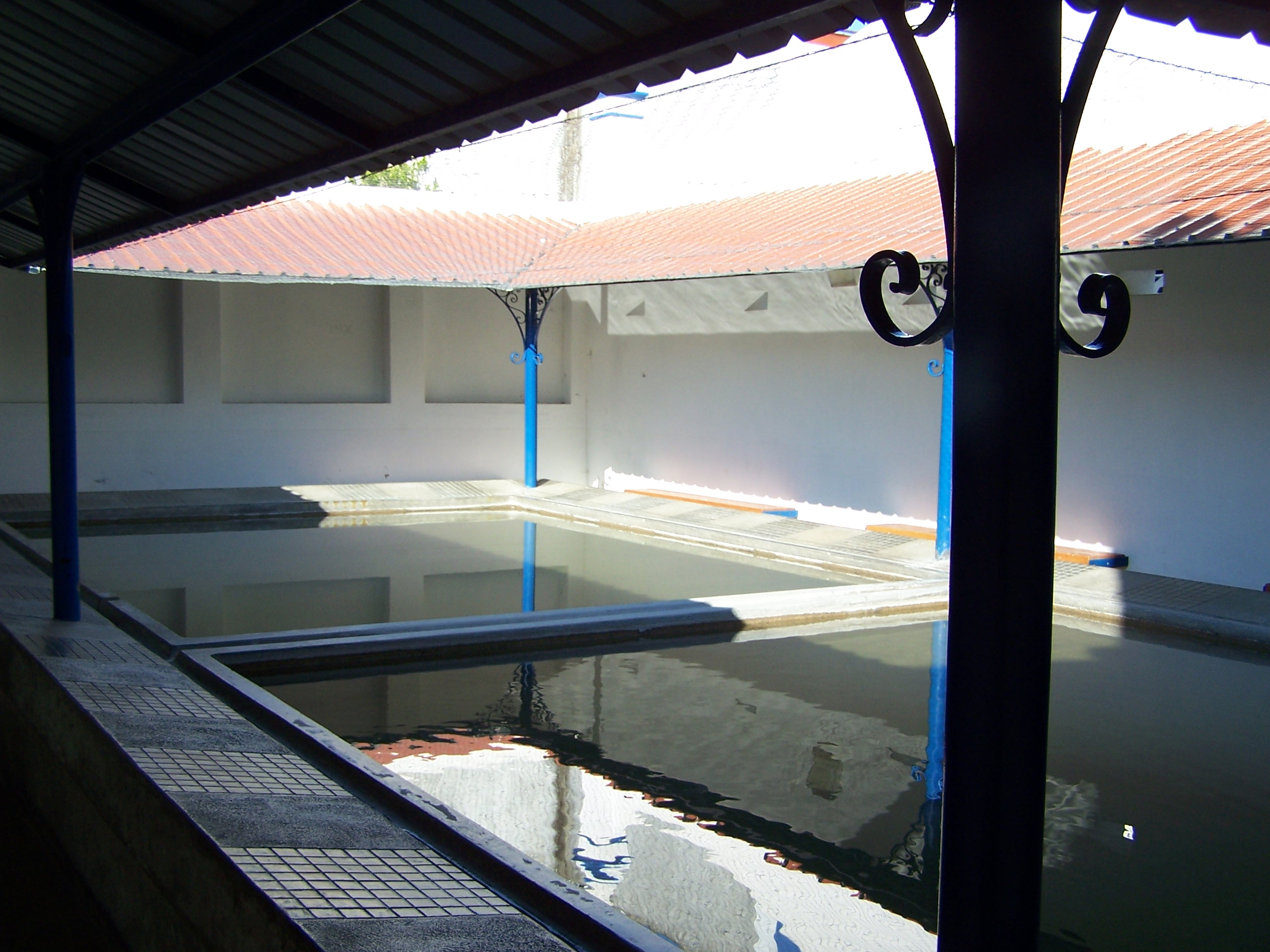
Lavoir à Cabeção, Portugal, aujourd'hui. Notez les deux bassins et la margelle en pierre inclinée.
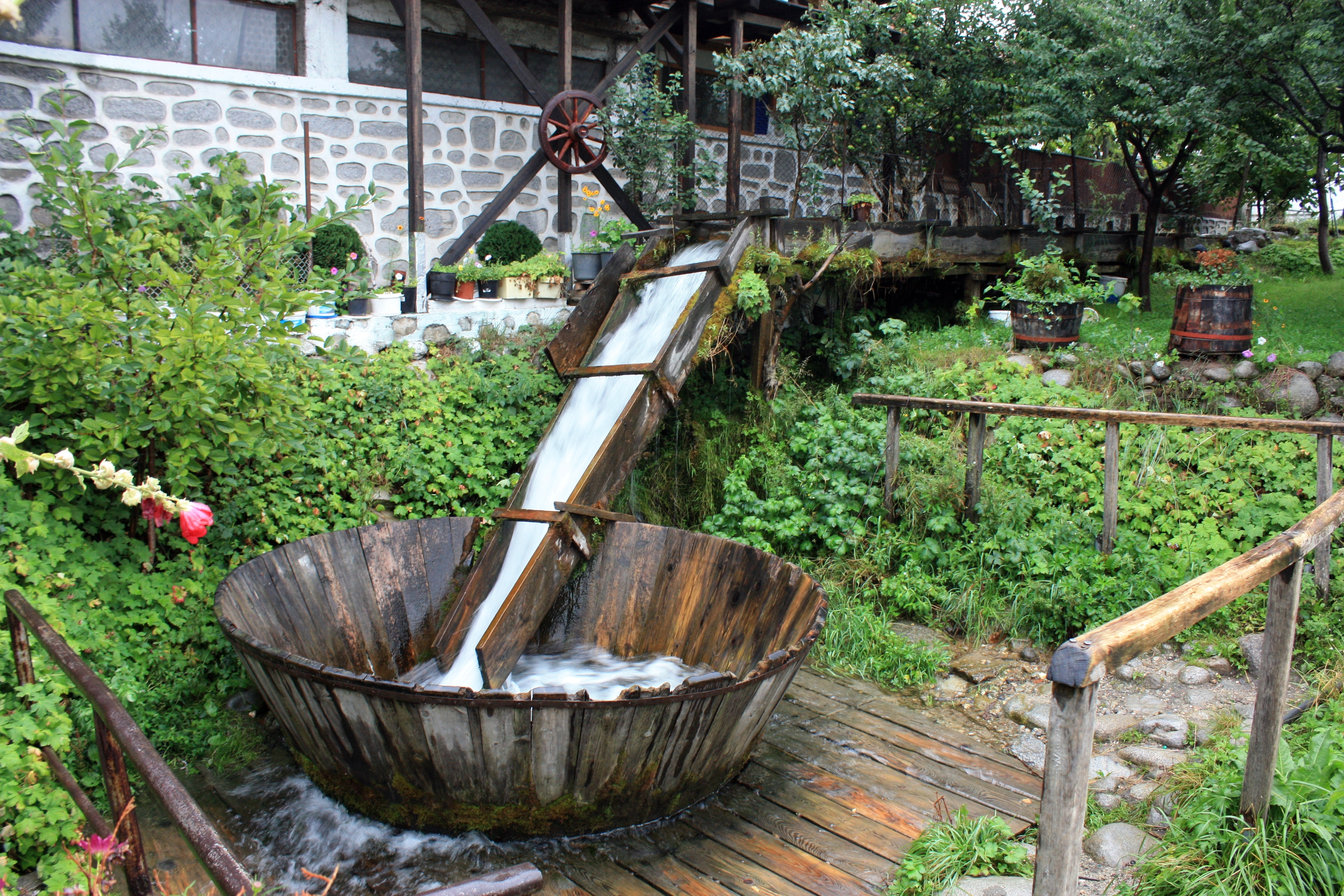
Machine à laver les tapis à Bansko. Nettoyage exclusivement à l'eau du ruisseau, sans technologie supplémentaire. L'énergie cinétique de l'eau nettoie le tapis, de sorte qu'aucune autre action n'est nécessaire. Bansko.

### Machines à laver et autres appareils
La révolution industrielle a complètement transformé la technologie du linge. Christine Hardyment, dans son histoire de la Grande Exposition de 1851, soutient que c'est le développement des machines domestiques qui a conduit à la libération des femmes.
Le mangle (ou wringer en anglais américain) a été développé au XIXe siècle - deux longs rouleaux dans un cadre et une manivelle pour les faire tourner. Un ouvrier buvard a pris des vêtements mouillés et l'a passé à travers le mangle, comprimant le tissu et expulsant l'excès d'eau. Le mangle était beaucoup plus rapide que la torsion de la main. C'était une variation sur le mangle de boîte utilisé principalement pour presser et lisser le tissu.
Pendant ce temps, les inventeurs du XIXe siècle ont mécanisé davantage le processus de blanchisserie avec de diverses machines à laver actionnées manuellement. La plupart du temps sur le principe d'une poignée tournant pour déplacer des battoirs à l'intérieur d'une cuve. Ensuite, certaines machines du début du XXe siècle utilisaient un agitateur (en) électrique pour remplacer les frottements fastidieux contre une planche à laver. Beaucoup d'entre eux étaient simplement une baignoire sur les jambes, avec une essoreuse à rouleau actionnée à la main sur le dessus. Plus tard, l'essoreuse à rouleau a également été alimentée électriquement, puis remplacé par un double bac perforé, qui a filé l'excès d'eau dans un cycle d'essorage.
Le séchage du linge était également mécanisé, avec des sèche-linge. Les sèche-linge filaient également des bacs perforés, mais ils soufflaient de l'air chauffé plutôt que de l'eau.

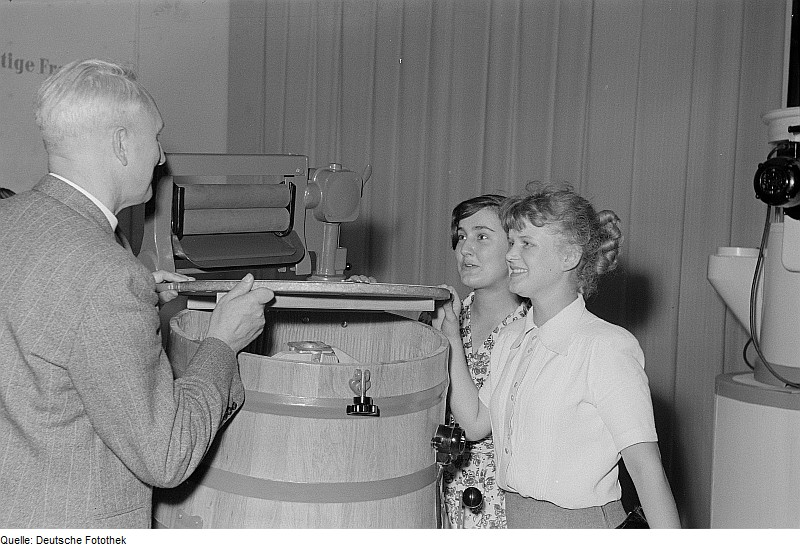
Trois personnes sur un stand avec des appareils électroménagers, Foire d'automne de Leipzig 1953.
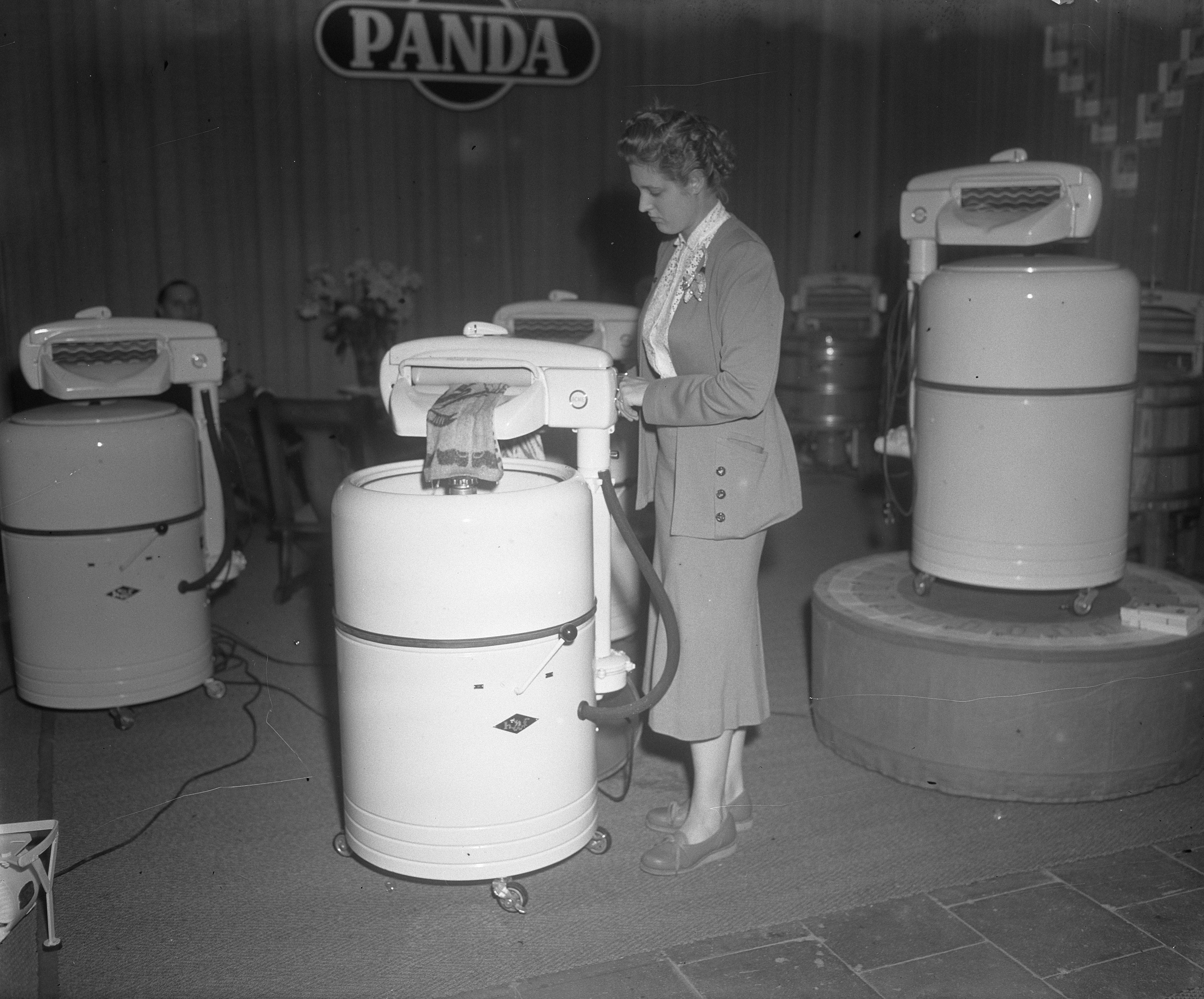
61e Jaarbeurs Utrecht, Machine à laver Panda, 1953.
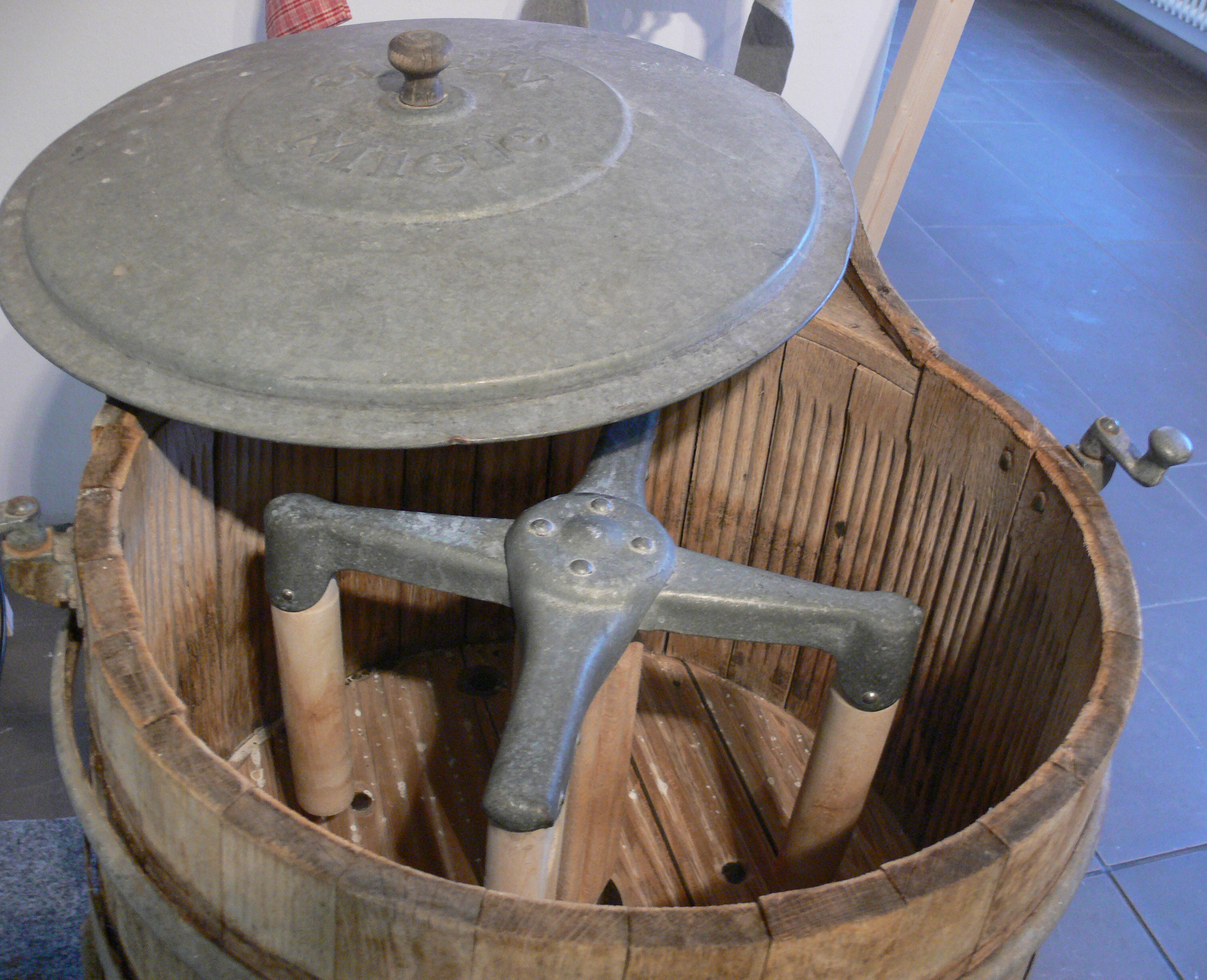
Machine à laver Miele.
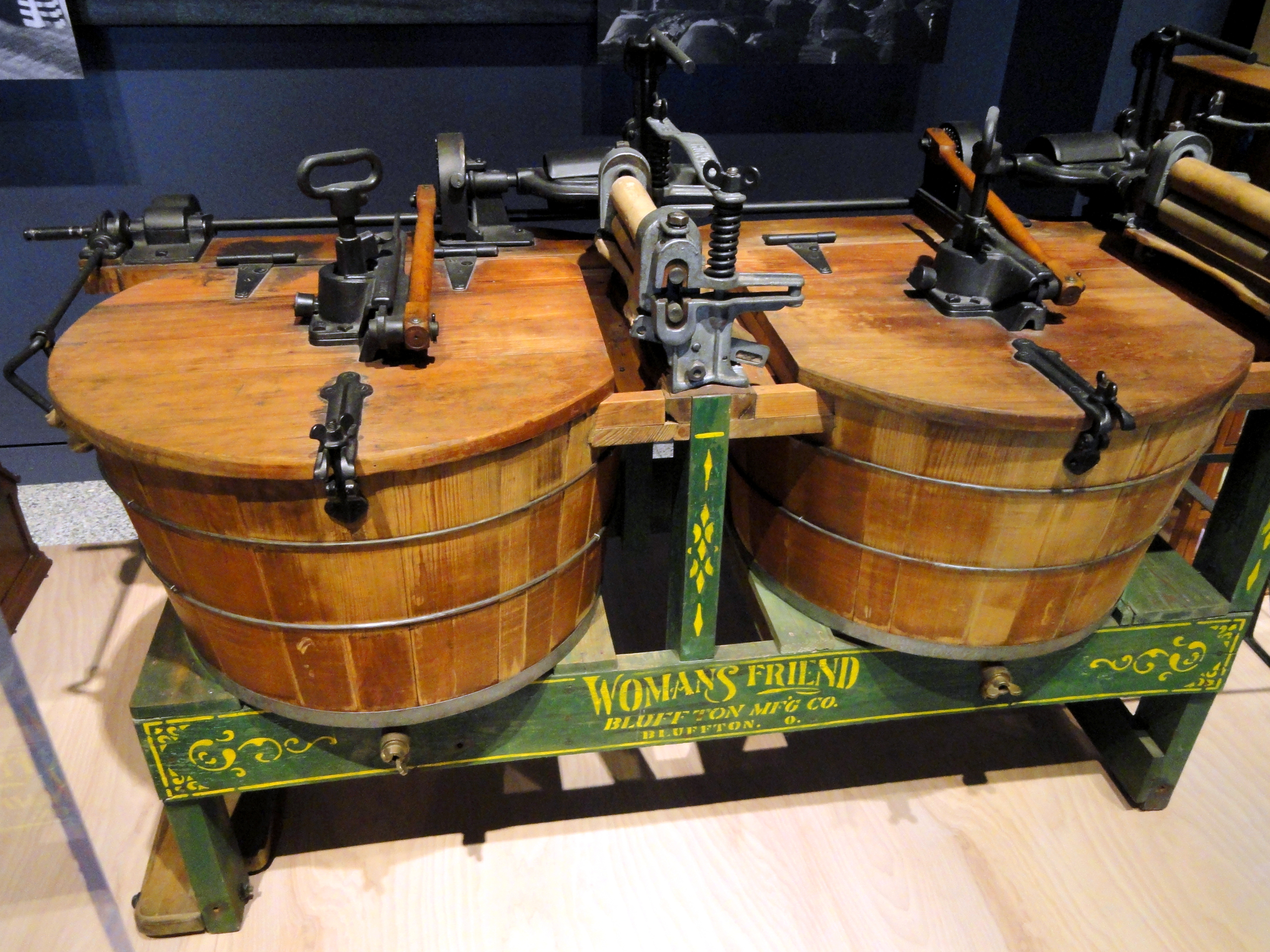
La machine à laver « Woman's Friend », vers 1890 aux États-Unis.
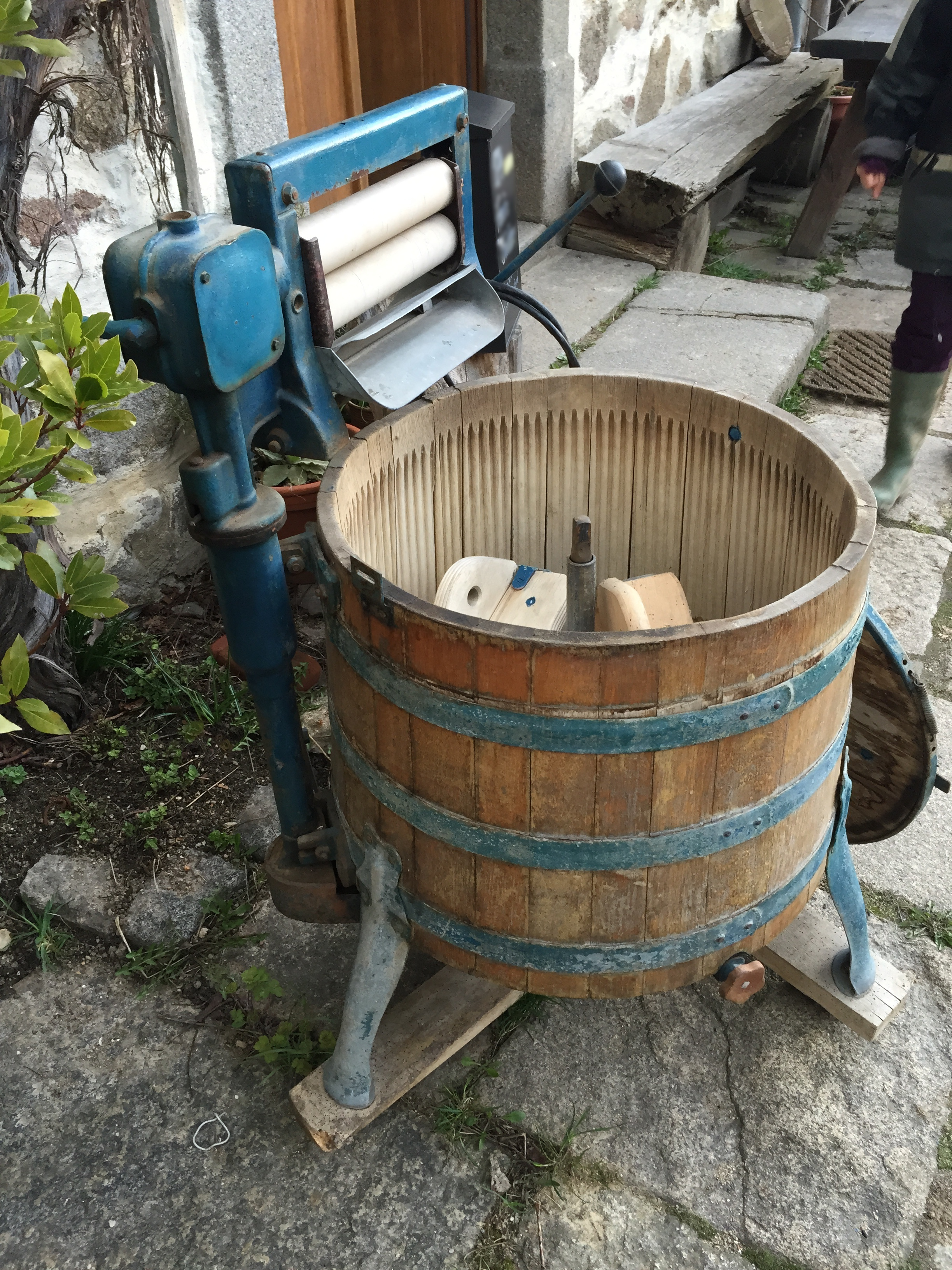
Machine à laver le bois VEB (K) Saalfeld.
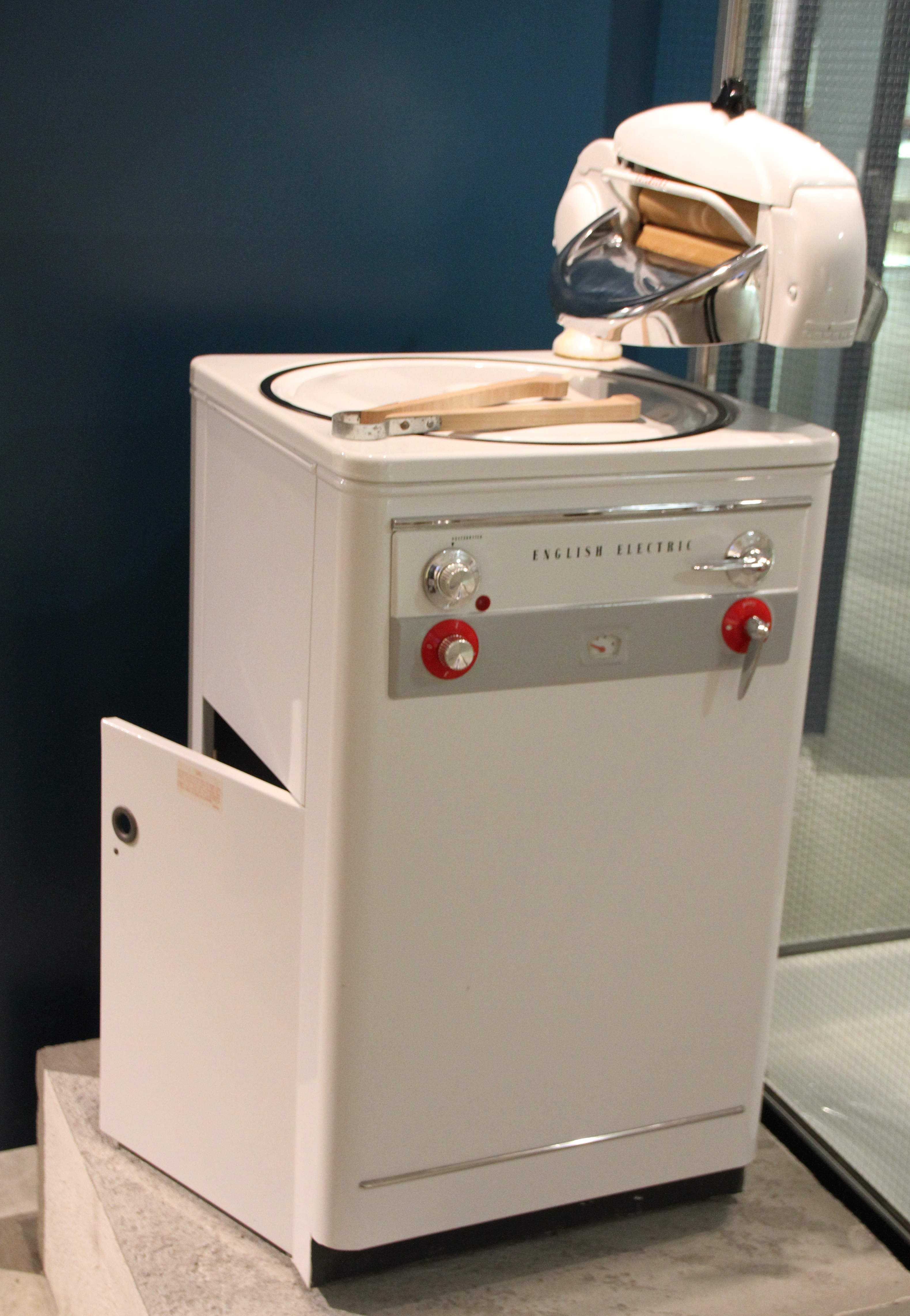
Machine à laver de 1964, produite par la société English Electric (UK). Folkemuseum, Oslo.

### Blanchisserie

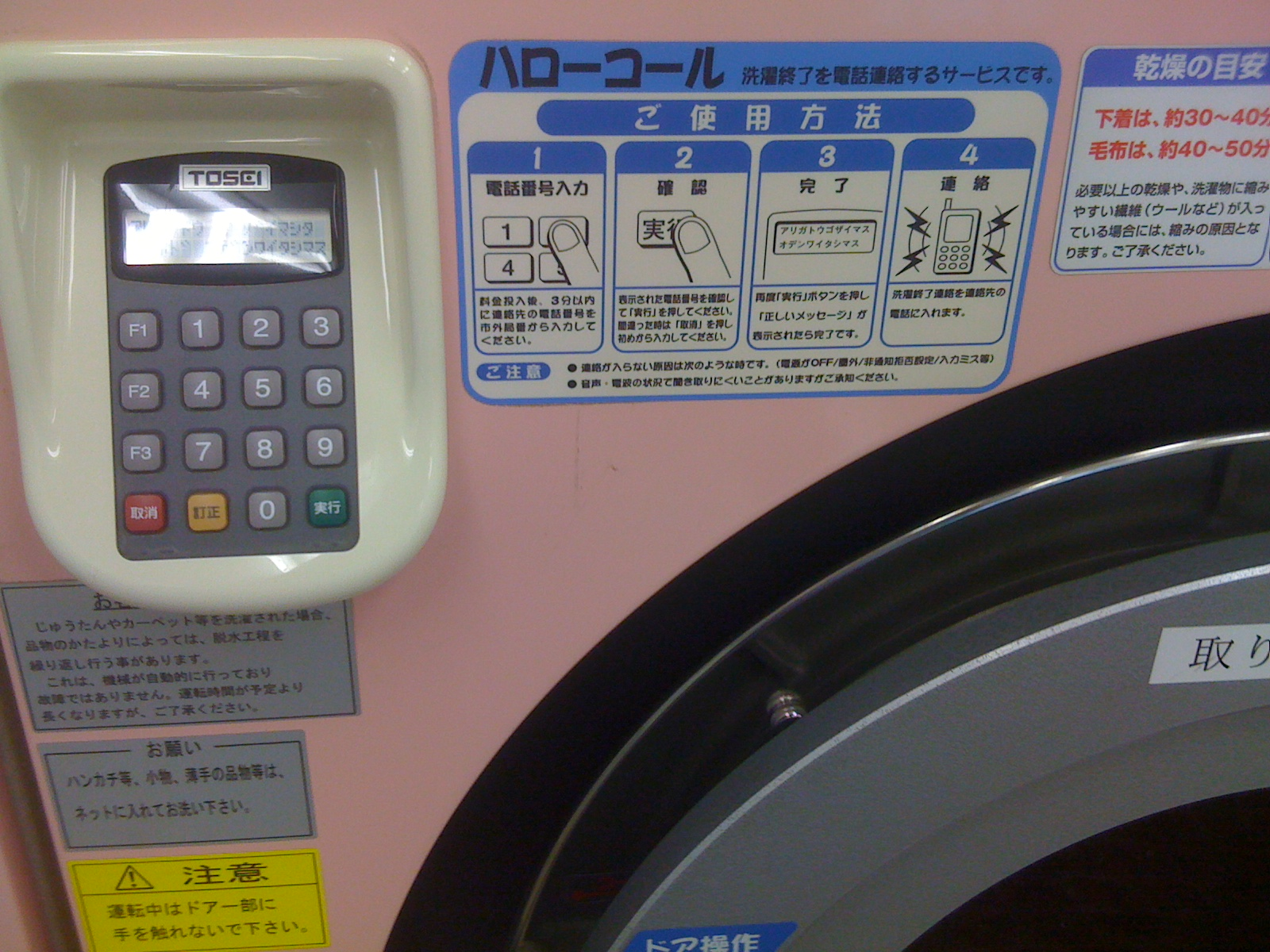
Lavage, séchage et appel automatique tout en un Japon, Laverie automatique.

La blanchisserie est le lieu du Blanchiment (textile).

#### Blanchisseries chinoises en Amérique du Nord
Aux États-Unis et au Canada, à la fin du XIXe siècle et au début du XXe siècle, l'activité du lavage des vêtements était fortement associée aux Chinois. La discrimination, le manque de compétences en anglais et le manque de capitaux ont empêché les Chinois de faire carrière. Vers 1900, un homme chinois sur quatre aux États-Unis travaillait dans une blanchisserie, travaillant de 10 à 16 heures par jour,.
New York City comptait environ 3 550 blanchisseries chinoises au début de la Grande Dépression des années 1930. En 1933, alors même que de nombreuses personnes se tournaient vers une entreprise relativement désirable, le Conseil des échevins de la ville adopta une loi clairement destinée à chasser les Chinois du marché. Entre autres choses, il limitait la propriété des blanchisseries aux citoyens américains. La Chinese Consolidated Benevolent Association (en) a tenté vainement de s'en sortir, ce qui a abouti à la création de la Chinese Hand Laundry Alliance (CHLA) ouvertement de gauche, qui a contesté avec succès cette disposition de la loi, permettant aux buanderies chinoises de préserver leurs moyens de subsistance.
La CHLA a continué de fonctionner comme un groupe de défense des droits civiques plus général ; ses effectifs ont fortement baissé après avoir été pris pour cible par le FBI lors de la Peur rouge (1947-1957).
Notez que l'expression « Chinese laundry » dans l'expression anglaise « We set up a Chinese laundry in our ski lodge » ne fait pas référence à l'histoire sociale décrite ci-dessus, mais indique un système (généralement temporaire) de cordes intérieures ou en véranda, bien organisés ou grossièrement improvisés, qui sont dressés pour faire sécher les vêtements. La phrase est vraisemblablement gardée vivante, moins par égard à la mémoire historique des blanchisseries chinoises dans les pays occidentaux, que par les affichages colorés de la lessive, que les visiteurs en Chine remarquent souvent.

### Inde

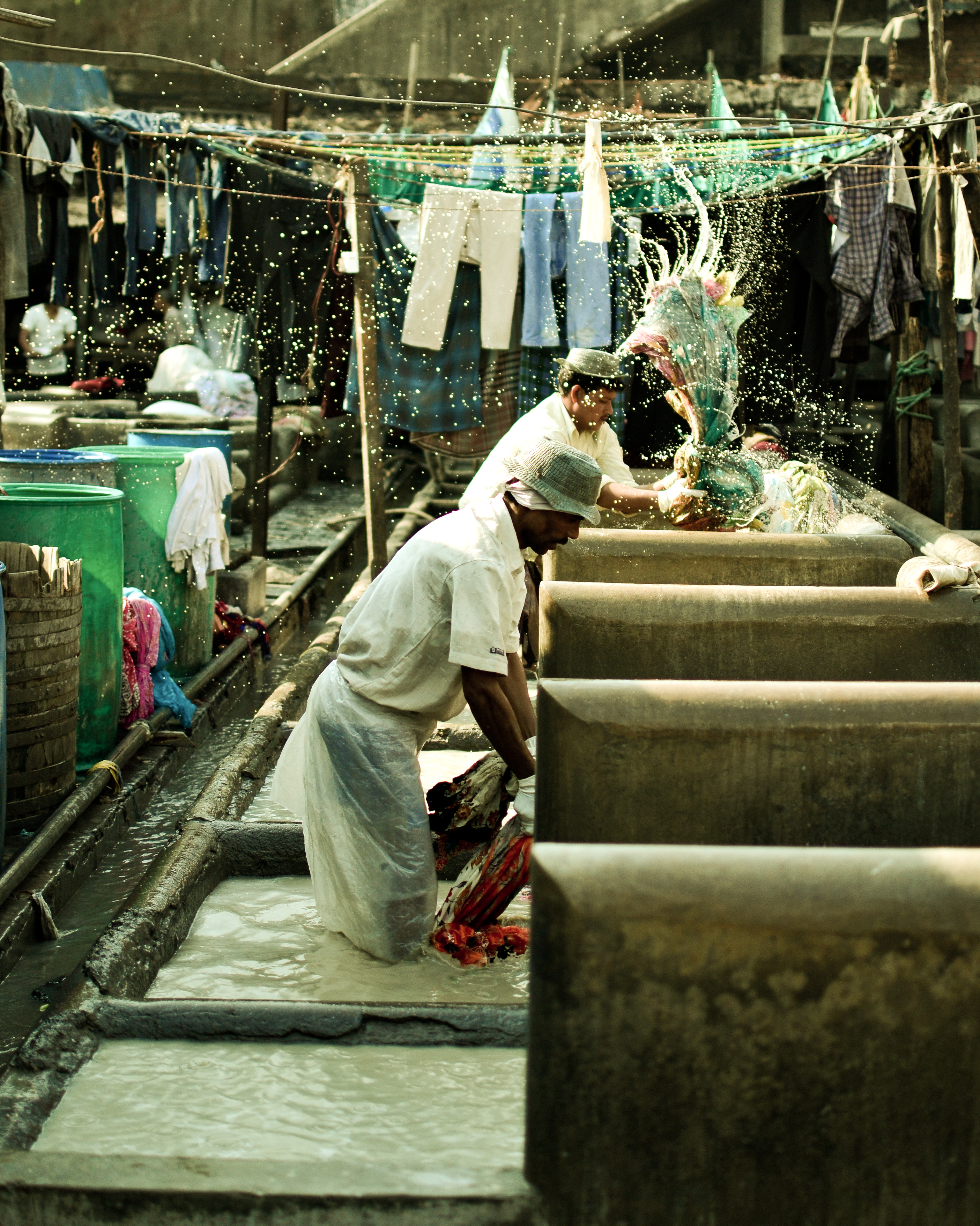
Dhobi Ghat, Bombay.

En Inde, la lessive était traditionnellement faite par les hommes. Un blanchisseur était appelé un dhobiwallah, et dhobi est devenu le nom de leur groupe de caste. Les lieux où ils travaillent ou travaillaient comprennent Dhobi Ghat (en) à Bombay. Relatif à ceci est Dhoby Ghaut (en) à Singapour et Dhoby Ghaut, Penang (en) en Malaisie.

## Procédés de blanchisserie
Les procédés de blanchisserie comprennent le lavage (habituellement avec de l'eau contenant des détergents ou d'autres produits chimiques), l'agitation, le rinçage, le séchage, le pressage (repassage) et le pliage. Le lavage sera souvent effectué à une température supérieure à la température ambiante pour augmenter les activités de tous les produits chimiques utilisés et la solubilité des taches, et les températures élevées tuent les micro-organismes qui peuvent être présents sur le tissu. De nombreux services de blanchisserie professionnels sont présents sur le marché à différents prix.

### Produits chimiques
Divers produits chimiques peuvent être utilisés pour augmenter le pouvoir dissolvant de l'eau, tels que les composés de chlorogalum ou racine de yucca utilisés par les tribus amérindiennes, ou la lessive de cendres (habituellement l'hydroxyde de sodium ou de potassium). Savon, un composé à base de lessive et de graisse, est une aide à la lessive ancienne et commune. Les machines à laver modernes utilisent généralement un détergent en poudre synthétique ou en poudre à la place du savon traditionnel.

### Nettoyage ou nettoyage à sec

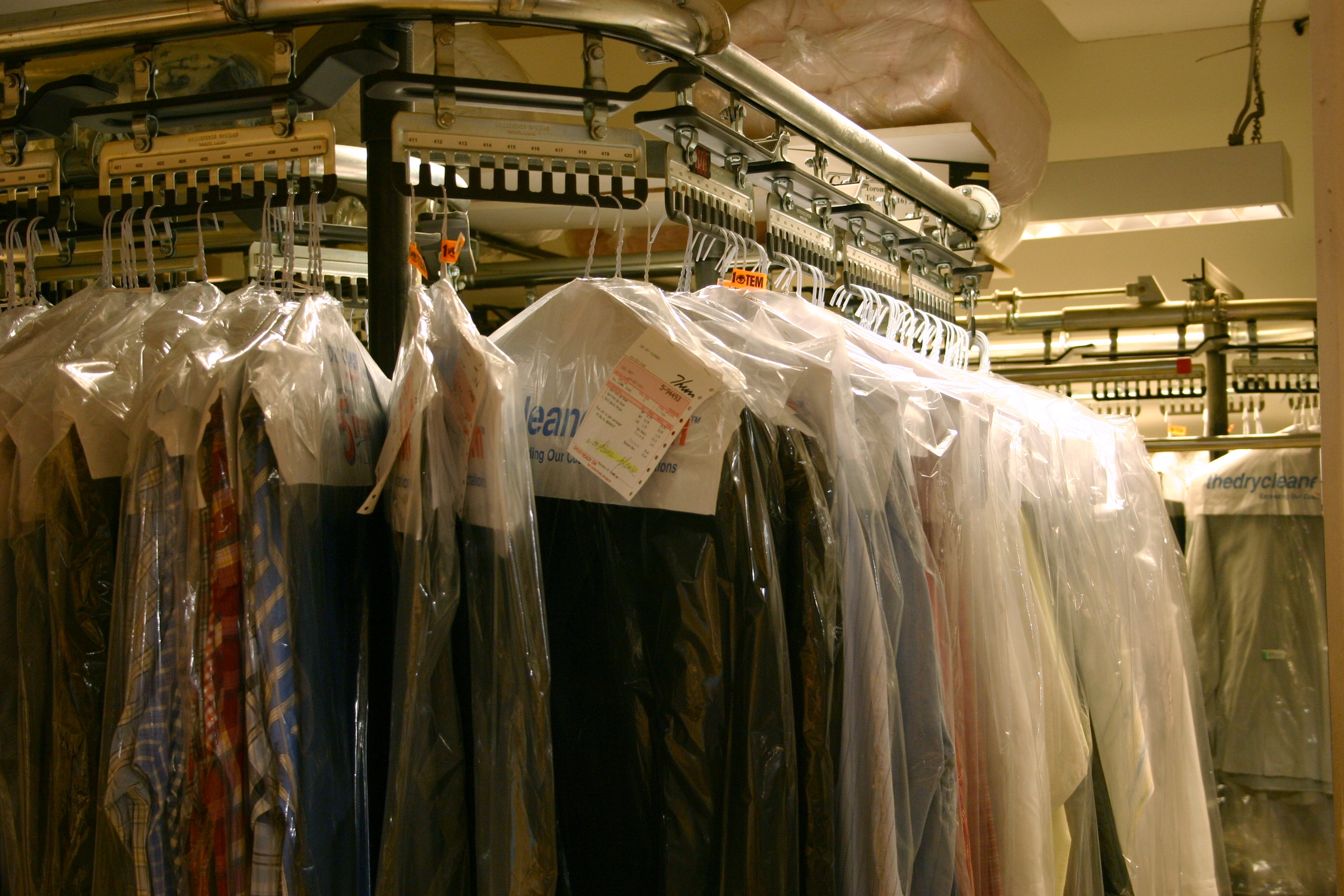
Beaucoup de nettoyeurs à sec placent des vêtements nettoyés dans de minces sacs en plastique transparent.

Le nettoyage à sec fait référence à tout procédé utilisant un solvant chimique autre que l'eau. Le solvant utilisé est typiquement le tétrachloroéthylène (perchloroéthylène), que l'industrie appelle « perc »,. Il est utilisé pour nettoyer les tissus délicats qui ne peuvent pas supporter les secouements et dégringolades d'une machine à laver ou d'un sèche-linge ; il peut également éviter le lavage des mains à forte intensité de main-d'œuvre.

## Buanderie partagée
Dans certaines parties du monde, y compris en Amérique du Nord, les immeubles d'appartements et les dortoirs ont souvent des salles de lavage, où les résidents partagent des machines à laver et des séchoirs. Habituellement, les machines sont configurées pour fonctionner uniquement lorsque de l'argent est placé dans une fente à monnaie. Un nom pour ceux-ci est blanchisserie.
Dans d'autres parties du monde, y compris en Europe, les immeubles d'appartements avec buanderie sont rares, et chaque appartement peut avoir sa propre machine à laver. Ceux qui n'ont pas de machine à la maison ou l'utilisation d'une buanderie doivent soit laver leurs vêtements à la main, soit se rendre dans une laverie commerciale en libre-service (laverie automatique, laverie, en anglais laundromat, laundrette) ou dans un magasin de blanchisserie, tel que 5àsec.

## Right to dry movement
Certaines communautés américaines interdisent à leurs résidents de faire sécher leurs vêtements à l'extérieur, et les citoyens qui protestent ont créé un mouvement du « droit au séchage ». De nombreuses associations de propriétaires et d'autres communautés aux États-Unis interdisent aux résidents d'utiliser une corde à linge à l'extérieur, ou limitent cette utilisation à des endroits qui ne sont pas visibles de la rue ou à certains moments de la journée. D'autres communautés, cependant, interdisent expressément les règles qui empêchent l'utilisation des cordes à linge. Certaines organisations ont fait campagne contre la législation qui a interdit le séchage des vêtements dans les lieux publics, en particulier compte tenu de l'augmentation des émissions de gaz à effet de serre produites par certains types de production d'électricité pour alimenter les sécheuses électriques, puisque les séchoirs peuvent constituer une fraction considérable des consommations d'énergie totale de la maison.
La Floride (« l'État du soleil ») est le seul État à garantir expressément le droit de sécher, bien que l'Utah et Hawaï aient adopté une loi sur les droits solaires. Une loi de la Floride stipule explicitement : « Aucune restriction, aucun accord ou accord similaire contraignant avec le terrain ne doit interdire ou avoir pour effet d'interdire l'installation de collecteurs solaires, de cordes à linge ou d'autres dispositifs énergétiques basés sur des ressources renouvelables sur les bâtiments érigés sur le terrain. Lots ou colis visés par les restrictions, les engagements ou les accords ayant force obligatoire. » Aucun autre État n'a une telle législation claire.[Lequel ?] Le Vermont a examiné un projet de loi « Right to Dry » en 1999, mais il a été rejeté par le Senate Natural Resources & Energy Committee. La langue a été incluse dans un projet de loi volontaire sur la conservation de l'énergie de 2007, présenté par le sénateur Dick McCormack (en). La législation permettant à des milliers de familles américaines de commencer à utiliser des cordes à linge dans les communautés où elles étaient auparavant interdites a été adoptée au Colorado en 2008. En 2009, une législation sur les cordes à linge a été débattue dans les États du Connecticut, Hawaï, Maryland, Maine, New Hampshire, Nebraska, Oregon, Virginie et Vermont. D'autres États envisagent des projets de loi similaires.[réf. nécessaire].
Des mesures semblables ont été adoptées au Canada, en particulier en Ontario[réf. nécessaire].

## Problèmes communs

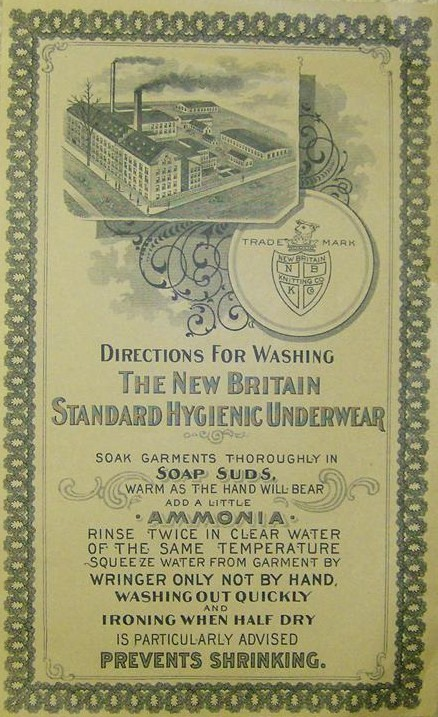
Instructions pour le lavage à la main New Britain Standard Hygienic Underwear, vers 1915.

Les utilisateurs novices de machines à laver modernes éprouvent parfois un rétrécissement accidentel des vêtements, en particulier lors de l'application de chaleur. Pour les vêtements en laine, cela est dû à des écailles sur les fibres, que la chaleur et l'agitation font coller ensemble. Dans les pays froids, ils le font sécher avec leurs cheminées, d'autres n'en ont que beaucoup ou achètent plus de vêtements en prévision de l'hiver ou du froid. D'autres tissus sont étirés par des forces mécaniques pendant la production, et peuvent rétrécir légèrement lorsqu'ils sont chauffés (bien que dans une moindre mesure que la laine). Certains vêtements sont pré-rétrécis pour éviter ce problème.
Un autre problème courant est le saignement des couleurs. Par exemple, laver une chemise rouge avec des sous-vêtements blancs peut entraîner des sous-vêtements roses. Souvent, seules des couleurs similaires sont lavées ensemble pour éviter ce problème, qui est atténué par l'eau froide et les lavages répétés. Parfois, ce mélange de couleurs est considéré comme un argument de vente, comme avec le tissu madras.
Des symboles de lessive sont inclus sur de nombreux vêtements pour aider les consommateurs à éviter ces problèmes.

## Étymologie
Le mot laundry vient du moyen anglais lavendrye, laundry, de l’Ancien français lavanderie, du lavandier.

## Blanchisserie dans la culture

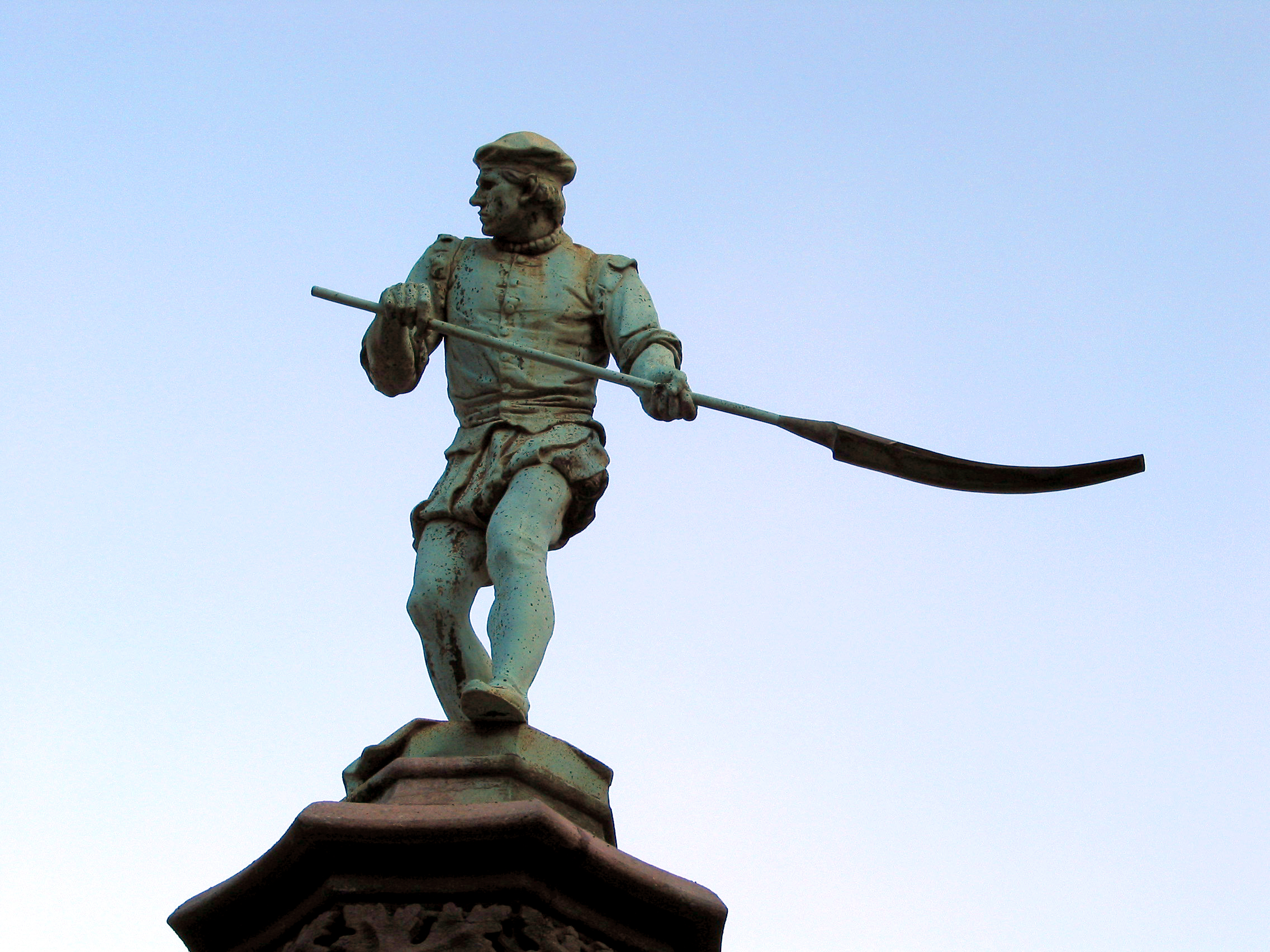
Le blanchisseur par Jef Lambeaux.
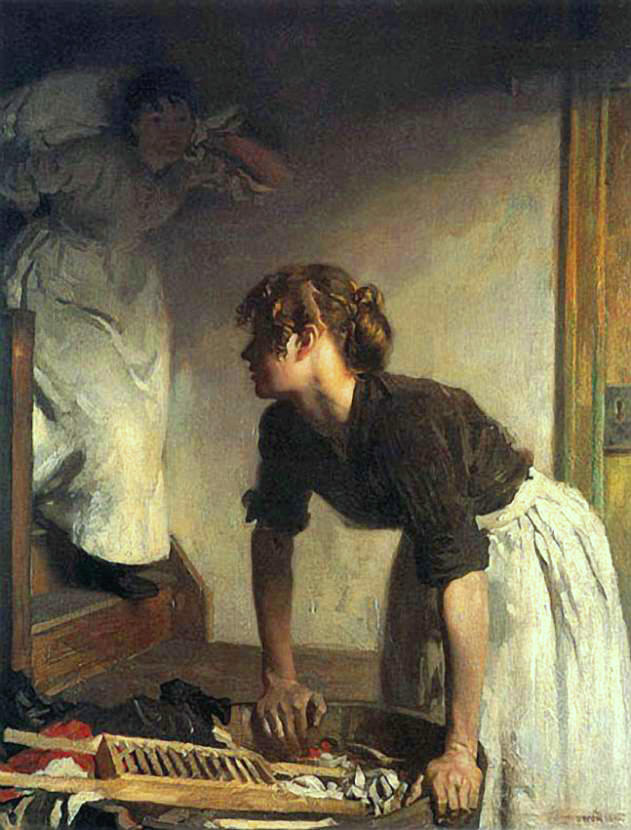
William Orpen - Le lavoir.

Dans l’Odyssée d'Homère, la Princesse Nausicaa et ses servantes font la lessive au bord de la mer lorsqu'elles voient et sauvent Ulysse.
Une blanchisseuse est le déguisement adopté par Toad dans Le Vent dans les saules.
Le film My Beautiful Laundrette présente deux entrepreneurs en blanchisserie.
Une lavandière de nuit ou lavandière de la mort est un personnage de légende, une créature féminine ou une revenante, rencontrée de nuit, nettoyant un linge dans un cours d'eau ou un lavoir.